# حارث نيامين (تودغة السفلى)
حارث نيامين هي إحدى مشيخات المملكة المغربية، تتبع جغرافيا لإقليم تنغير وإداريًا لتودغة السفلى. يقدر عدد سكانها بـ 1813 نسمة حسب الإحصاء الرسمي للسكان والسكنى لسنة 2004.